# Nicolás Grau
Nicolás Andrés Grau Veloso (Concepción, 9 de abril de 1983) es un ingeniero comercial, economista, académico y político chileno. Es el ministro de Economía, Fomento y Turismo  de su país, desde el 11 de marzo de 2022, bajo el gobierno del presidente Gabriel Boric. Fue presidente de la Federación de Estudiantes de la Universidad de Chile (FECh) entre 2005 y 2006, y uno de los líderes universitarios durante la movilización estudiantil de 2006.

## Biografía

### Familia
Nació el 9 de abril de 1983, en Concepción, Chile. Es hijo de Francisco Grau Mascayano (Ejecutivo Principal de la empresa Aguas Andinas S.A.) y de la exministra Secretaria General de la Presidencia durante el primer gobierno de Michelle Bachelet, Paulina Veloso. Además, es primo por línea paterna de Claudia Pascual Grau, militante del Partido Comunista y Senadora de la República. A su corta edad se trasladó a Santiago a vivir con su familia. Su hermano Matías Grau, de profesión ingeniero civil, fue nombrado por el gobierno de Gabriel Boric como coordinador de la «Unidad de Catastro de Emergencias» de la Subsecretaría de Evaluación Social del Ministerio de Desarrollo Social y Familia, en abril de 2022.[cita requerida]
Está casado con Catalina Amenábar, con quien tiene una hija y un hijo, Eloísa y Antonio.

### Formación
En la capital chilena cursó la educación básica y media en el Colegio Raimapu de La Florida. Luego, realizó sus estudios superiores en la carrera de ingeniería comercial en la Facultad de Economía y Negocios (FEN) de la Universidad de Chile, período en el cual se desempeñó como presidente de la Federación de Estudiantes de la Universidad de Chile (FECh) entre los años 2005 y 2006. Públicamente fue cuestionado por la fallida celebración del primer centenario de la FECh, que generó pérdidas por cerca de 120 millones de pesos, los que fueron absorbidos por la misma casa de estudios.
Posteriormente, hacia 2011, cursó estudios de magíster en economía en la Universidad de Chile y un doctorado en economía en la Universidad de Pensilvania, en Filadelfia, Estados Unidos.

## Trayectoria política

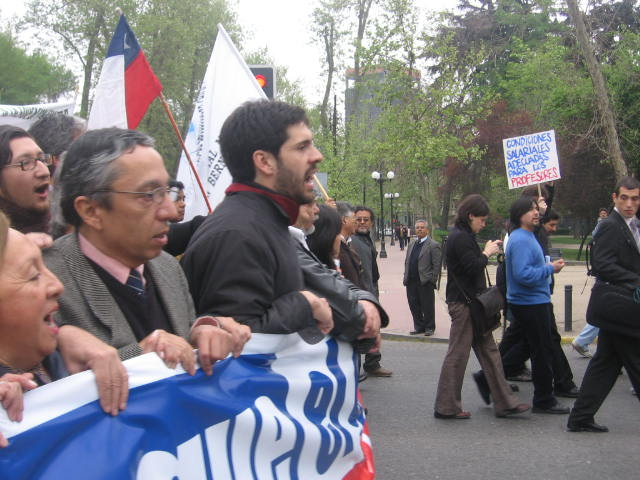
Grau como presidente de la FECh, durante la revolución pingüina.

Paralelamente a su cargo de presidente de la FECh, fue miembro de la agrupación Izquierda Amplia que reunía a la Asamblea de Estudiantes de Izquierda, la Nueva Izquierda Universitaria —al que pertenecía— y el movimiento SurDa. Tuvo un rol destacado como dirigente universitario en la movilización estudiantil de 2006, y fue miembro del Consejo Asesor Presidencial de la Educación.[cita requerida]
Ha trabajado como académico en la FEN y como investigador del Centro de Estudios para el Conflicto y la Cohesión Social (Coes).
Ligado a la coalición Frente Amplio (FA), y militante de Convergencia Social, fue parte de las campañas presidenciales de Beatriz Sánchez en la elección de 2017 y Gabriel Boric en la elección de 2021. 

### Ministro de Estado
En enero de 2022, fue anunciado como ministro de Economía, Fomento y Turismo, cargo que asumió el 11 de marzo del mismo año, con el inicio de la administración.
El 26 de octubre de 2022 Nicolás Grau sufre una trombosis pulmonar, por lo cual la subsecretaria de economía y empresas de menor tamaño, Javiera Petersen, asume de manera subrogante el ministerio hasta el 1 de noviembre.